# Sedum hintonii
Sedum hintonii är en fetbladsväxtart som beskrevs av Robert Theodore Clausen. Sedum hintonii ingår i Fetknoppssläktet som ingår i familjen fetbladsväxter. Inga underarter finns listade i Catalogue of Life.

## Bildgalleri

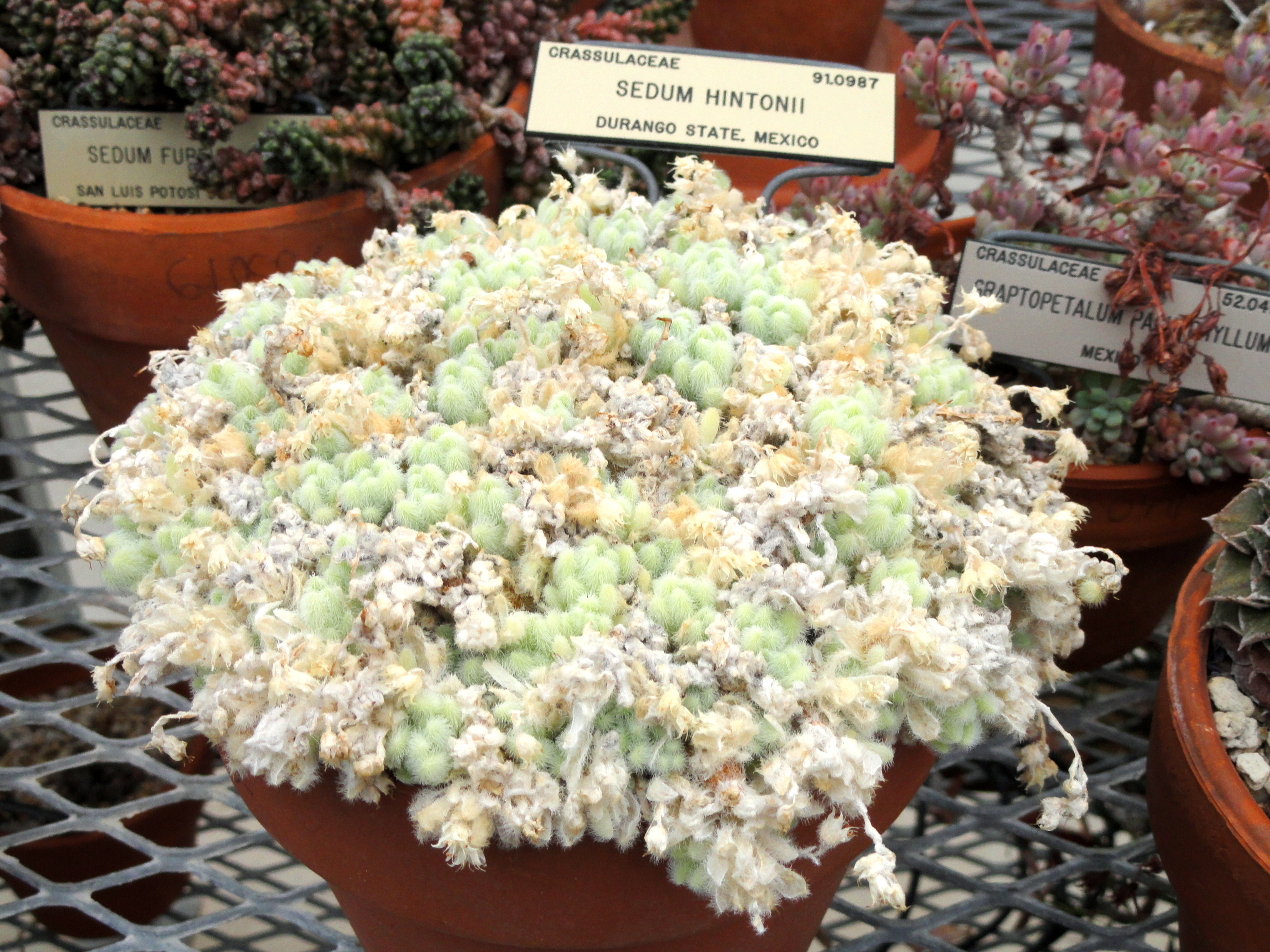
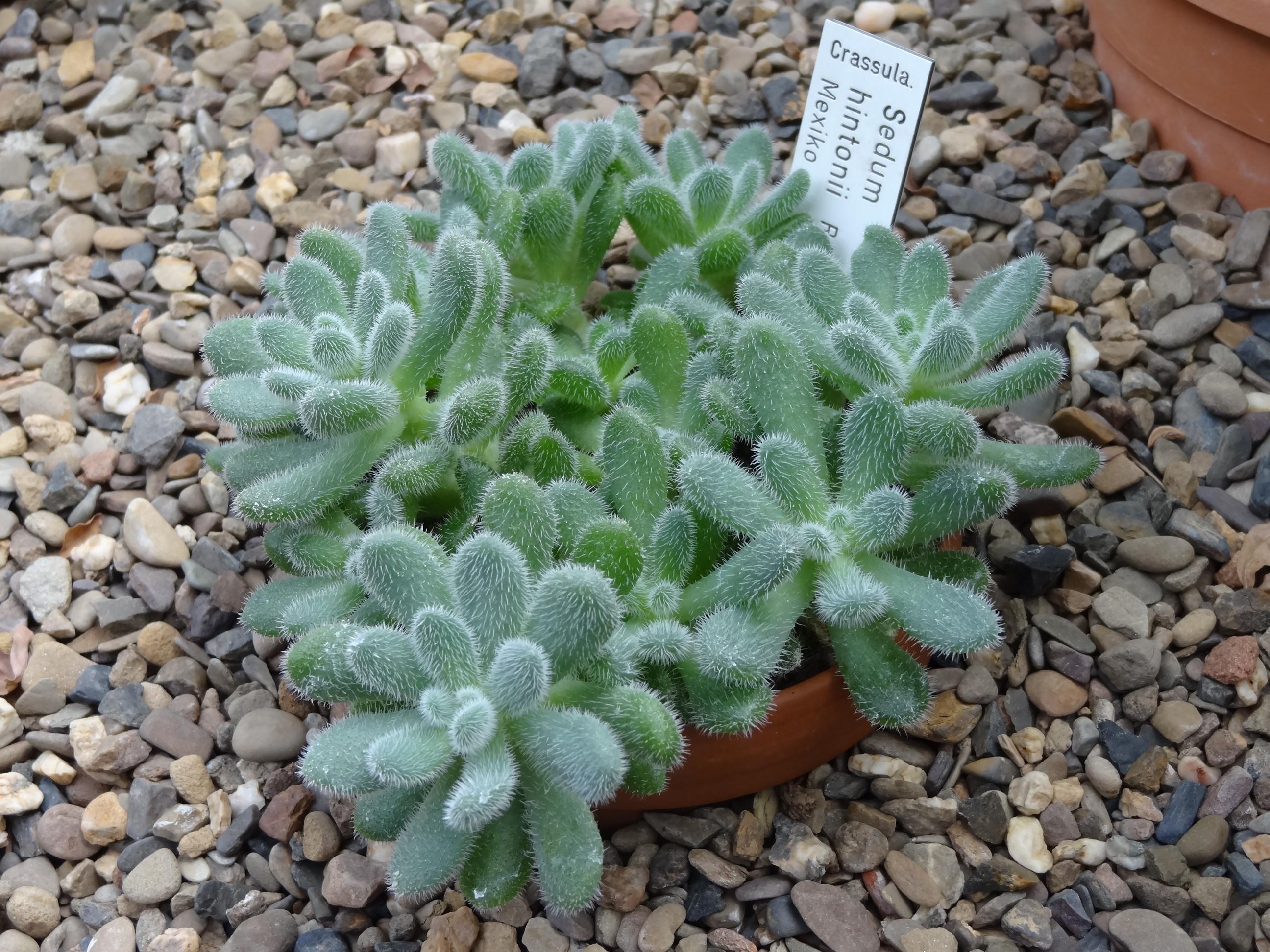
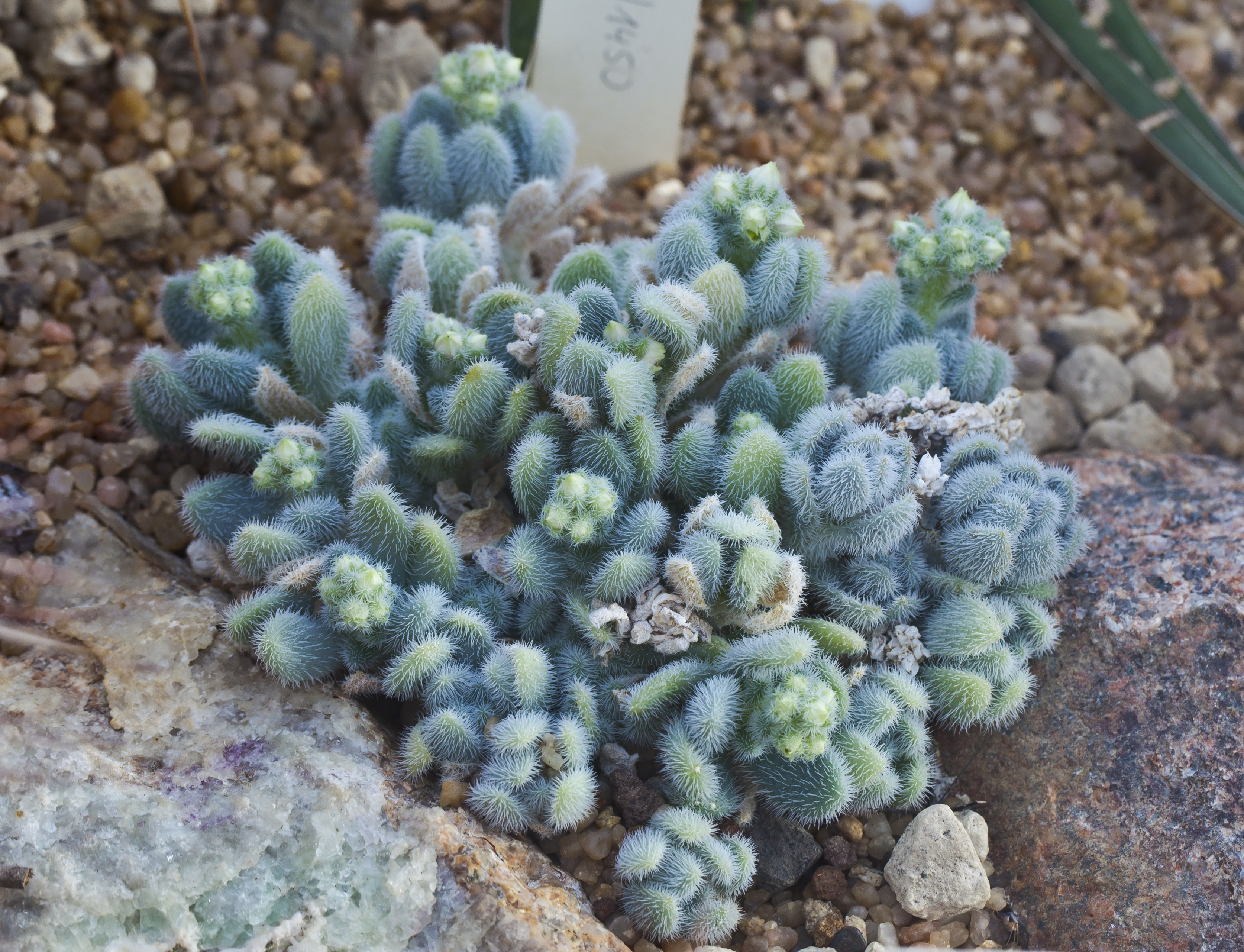